# Yellow (Matsumoto-Shiroishi-Watanabe-Album)
Yellow ist ein Jazzalbum von Patrick Shiroishi, Kozue Matsumoto und Shoshi Watanabe. Die 2020 entstandenen Aufnahmen erschienen am 1. Juli 2022 auf dem Label Dinzu Artefacts.

## Hintergrund
Im März 2020, kurz bevor die Pandemie-Sperren infolge der COVID-19-Pandemie begannen, traf Shiroishi den Koto-Meister und Lehrer Kozue Matsumoto und den Bildhauer und Shakuhachi-Spieler Shoshi Watanabe zum Mittagessen in der Nähe der Innenstadt von Los Angeles. Sie wollten die Möglichkeit eines Trios diskutieren, bei dem traditionelle japanische Instrumente in experimentellen Settings zum Einsatz kommen sollten. Shiroishi hatte für alle Fälle eine Aufnahmeausrüstung mitgebracht; am Ende des Tages hatten sie die Platte Yellow aufgenommen.
„Wir alle kämpfen mit Stereotypen darüber, wer wir als japanische Amerikaner oder asiatische Amerikaner sind, aber wir wollen definieren, wer wir sind“, sagte Matsumoto. „Japanisch-Amerikaner zu sein bedeutet nicht, dass wir alle in einem Sushi-Restaurant arbeiten müssen. Diese Musik kann zu dieser Vorstellung davon beitragen, wer wir sein können.“
Die fünf Tracks des Albums sind nach Dingen benannt, die gelb sein können; nämlich Fieber, Gefahr, Gold, Haut und Löwenzahn.

## Titelliste
- Matsumoto / Shiroishi / Watanabe: Yellow (Dinzu Artefacts – DNZ74)[2]

1. Fever 7:15
2. Peril 12:45
3. Gold 6:38
4. Skin 10:27
5. Dandelions 8:52

## Rezeption
Dieses in Los Angeles ansässige Trio habe das Album während der jüngsten Zunahme von Hassverbrechen gegen asiatische Amerikaner 
aufgenommen und verwende ausgedehnte und offene Improvisationen mit erweiterten Techniken, um die komplexen Emotionen im Zusammenhang mit Rassismus, Identität und Gemeinschaft zu erforschen, schrieb Mike Borella (Avant Music News). Zu diesem Zweck würde jedes Stück ein Gefühl von Spannung und Vorahnung erzeugen und mehr Klangfarben und Texturen als Melodie oder Rhythmus erforschen. Einiges davon klinge zwar ziemlich spärlich, mit unzusammenhängendem Zupfen und Klimpern von Matsumoto, begleitet von klagendem und luftigem Blasen, Quietschen und Zirpen von Shiroishi und Watanabe. Im Gegensatz dazu zupfe Matsumoto in geschäftigeren Passagen perkussiv dazu. Vielleicht erfordere die Lösung eines derart überwältigenden gesellschaftlichen Problems einen radikalen Ansatz, so der Autor. Knapp unter der Oberfläche dieser Darbietung brodele die Wut, aber letztendlich klinge sie eher eindringlich und traurig als wütend.
Nach Ansicht von NPR ist Yellow ein emotional flüchtiges Album. Wie Kozue Matsumoto zu den Aufnahmen in einem Interview sagte, sei es eine perfekte Zusammenfassung von Patrick Shiroichis Ansatz – eine unerwartete Situation auszunutzen, um eine Beziehung aufzubauen und etwas Überraschendes über die Erfahrungen und Möglichkeiten japanischer Amerikaner zu sagen.